# Galium scopulorum
Galium scopulorum là một loài thực vật có hoa trong họ Thiến thảo. Loài này được Schönb.-Tem. mô tả khoa học đầu tiên năm 1979.